# مخطط النقب

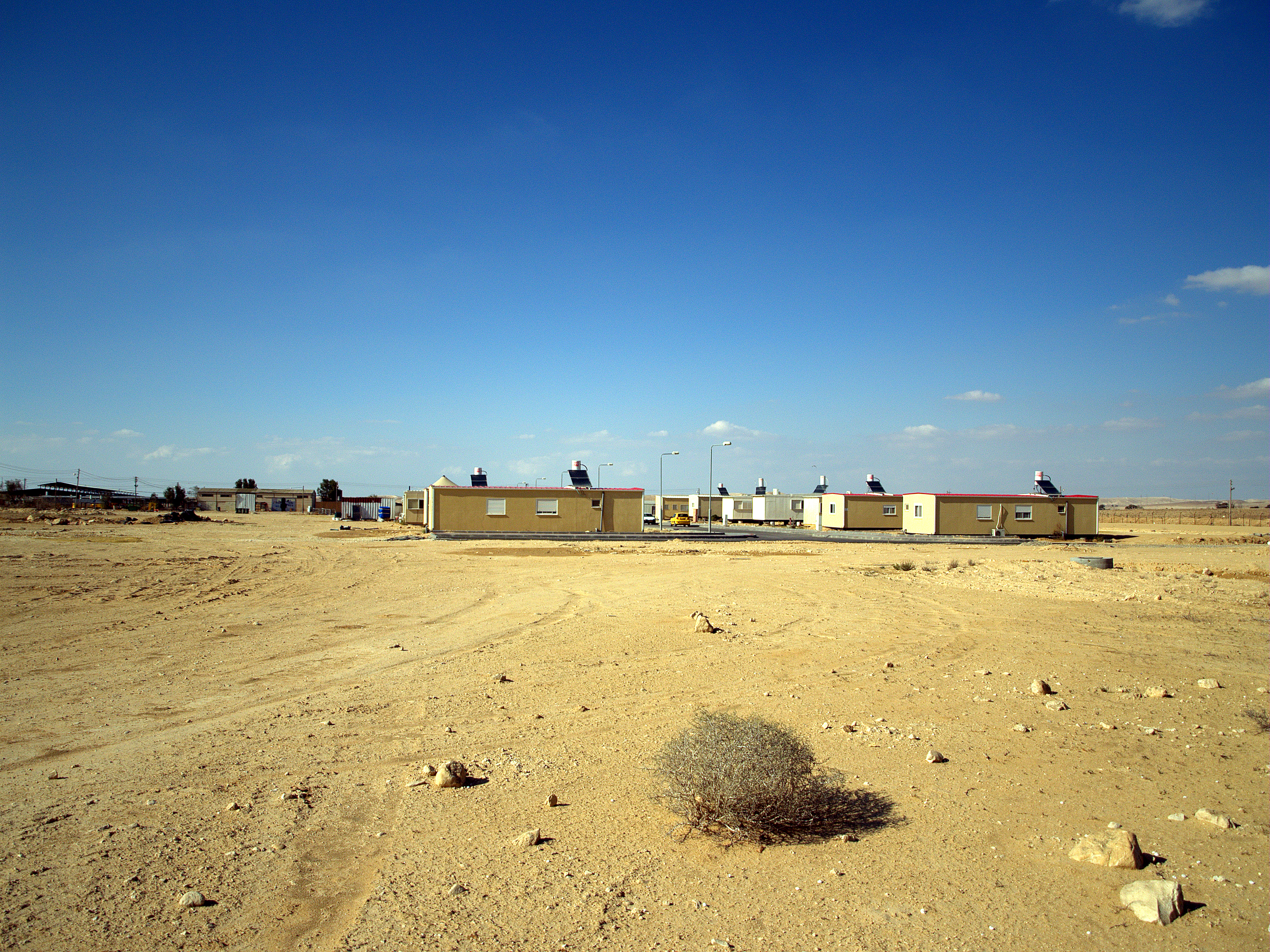
مُجتمع مكون من منازل مُتنقلة في مخطط النقب.

مُخطط النقب هو مشروع للصندوق القومي اليهودي (JNF) لبناء مُستوطانت يهودية جديدة في منطقة النقب وتعزيز الإستيطان اليهودي في المنطقة.

## تاريخ
كان آخر مشروع تنموي واسع النطاق لإستيعاب الهجرة اليهودية الجديدة والترويج لها خلال الثمانينيات، عندما تم إطلاق «عملية الأرض الموعودة» لإستيعاب الزيادة الهائلة في الهجرة اليهودية من الاتحاد السوفيتي وإثيوبيا.
في مايو عام ٢٠٠٦، قال شمعون بيريز أن مهمته الأولى كوزير لتطوير النقب والجليل ستكون تشجيع بناء مجتمع يهودي جديد في النقب، كان مُجتمع كرميت أول مجتمع يتم بناؤه في إطار مخطط النقب بعد بئير ميلكا. كان المجتمع «مخصص للمهاجرين الأمريكيين الشباب الأثرياء الذين يريدون الهجرة والعيش بأسلوب أنيق». قال رئيس الصندوق القومي اليهودي السابق رونالد لودر إن مخطط النقب يلبي حاجة اليهود الذين يتطلعون إلى الهجرة إلى إسرائيل بالطريقة الرائدة.

## إعادة توزيع السكان
كانت الخطة تهدف إلى جلب ٢٥٠ ألف ساكن جديد إلى النقب على مدى عشر سنوات. لتحقيق هذا الهدف، سعى المشروع إلى توجيه المُهاجرون الناطقون بالإنجليزية) إلى النقب وقام بتجميع قاعدة بيانات (تحتوي حاليًا على حوالي 10,000 اسم) للمواطنين الإسرائيليين الحاليين المهتمين بالانتقال إلى النقب. بعد الإنفصال مع حركة أور النقب الاستيطانية،  كان للصندوق القومي اليهودي دور فعال في مساعدة من تم إخلاؤهم من غزة في العثور على منازل جديدة في النقب كوحدات متماسكة.